# اورانیم سولفات
اورانیم سولفات (به انگلیسی: Uranium sulfate) با فرمول شیمیایی U(SO۴)۲ یک ترکیب شیمیایی است. که جرم مولی آن ۴۳۰٫۱۵ g/mol می‌باشد. 